# Anacroneuria vespertilio
Anacroneuria vespertilio är en bäcksländeart som beskrevs av František Klapálek 1921. Anacroneuria vespertilio ingår i släktet Anacroneuria och familjen jättebäcksländor. Inga underarter finns listade i Catalogue of Life.